# Rattus feliceus
Rattus feliceus  (Thomas, 1920) è un roditore della famiglia dei Muridi endemico dell'isola di Seram.

## Descrizione

### Dimensioni
Roditore di medie dimensioni, con la lunghezza della testa e del corpo tra 200 e 230 mm, la lunghezza della coda tra 153 e 185 mm, la lunghezza del piede tra 44 e 47,5 mm, la lunghezza delle orecchie tra 20,5 e 23 mm e un peso fino a 345 g.

### Aspetto
La pelliccia è spinosa. Il colore del corpo è bruno-rossiccio, mentre le parti ventrali sono bianche. Le orecchie sono marroni chiare. La coda è relativamente corta, uniformemente marrone pallido e rivestita da 6-8 anelli di scaglie per centimetro. Le femmine hanno un paio di mammelle pettorali, un paio post-ascellari e 2 paia inguinali.

## Biologia

### Comportamento
È una specie terricola.

## Distribuzione e habitat
Questa specie è diffusa sull'Isola di Seram, nelle Isole Molucche centrali.
Vive nelle foreste pluviali leggermente alterate su terreni carsici fino a 1.830 metri di altitudine.

## Conservazione
La IUCN Red List, considerato l'areale limitato e il possibile declino della qualità del proprio habitat, classifica R.feliceus come specie prossima alla minaccia (NT).